# Choi Sung-won
Choi Sung-won (auch Sung-won Choi; * 30. April 1977) ist ein professioneller südkoreanischer Karambolagespieler und Weltmeister.

## Privates
Choi Sung-Won ist als schweigsamer Spieler im Billardzirkus bekannt, was unter anderem daran liegt, dass er kaum Englisch spricht. Zudem gilt er als bescheiden und sachlich, was sich auch in seinem Spielstil zeigt.

## Karriere
Mit dem führenden südkoreanischen Spieler Kim Kyung-roul und Cho Jae-ho bildet er die Karambolageelite seines Landes. Seit 2007 ist der Koreaner auf internationalem Parkett unter den 32 Besten platziert. Beginnend mit Platz 29 beim Dreiband-Weltcup im heimischen Seoul spielte er sich beim darauffolgenden Weltcup auf den 14. Platz vor. Noch im selben Jahr kam er erst auf den 12., dann auf den 5. Platz bei dieser Turnierserie. Seine bisher größten Erfolge sind der Gewinn der Dreiband-Weltmeisterschaft 2014 und des AGIPI Billard Masters 2011 sowie des Weltcupturniers 2011 in Antalya. Dort schlug er den Lokalmatador Tayfun Taşdemir knapp mit 3:2 Sätzen. Die Vizeweltmeisterschaft 2012 in Porto, wo er im Finale Eddy Merckx mit 24:40 Punkten unterlag, ergänzt sein Erfolgsportfolio.
Am 31. August 2014 verbesserte Choi den koreanischen Serienrekord auf 26 Punkte. Er übertraf damit die bisherige Bestmarke von 24 um 2 Punkte, aufgestellt durch Heo Jung-han. Weitere 2 Punkte fehlten zum Einstellen des Weltrekords von 28.

## Erfolge
- Dreiband-Weltmeisterschaft:   2014   2012   2010
- Team-WM:   2017 (zusammen mit Kim Jae-guen), 2018 (zusammen mit Kang Dong-koong)
- Dreiband-Weltcup:   2012/1  2014/1  2013/5, 2014/3, 2018/4, 2021/2
- AGIPI Billard Masters:   2011   2012
- Survival 3C Masters:  2018/2

Quellen: